# کلاودیا توچونووا
کلاودیا توچونووا (روسی: Клавдия Александровна Точёнова؛ ۱۶ نوامبر ۱۹۲۱ – ۳۰ مه ۲۰۰۴ (aged 82)) ورزشکار دو و میدانی اهل اتحاد جماهیر شوروی سوسیالیستی بود.
وی در مسابقات کشوری و بین‌المللی در مجموع برندهٔ ۲ مدال طلا، ۱ مدال نقره، ۱ مدال برنز شده‌است.